# ラバルム

338年頃に鋳造された古代ローマの貨幣フォリスの図案から再現されたコンスタンティヌス1世のラバルム。☧の下の3つの丸は、コンスタンティヌス1世と彼の息子たちを示すと言われている。

キー・ロー

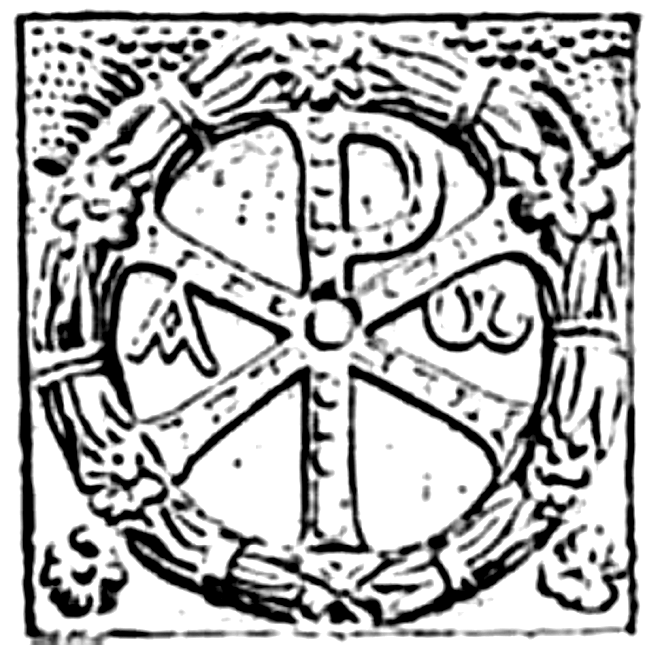
ラバルムのイメージ。☧に加えギリシア文字のアルファとオメガが内部に書かれている。これはヨハネの黙示録の一節による。

ラバルム（Labarum）とは、ローマ帝国正規軍のウェクシルム（軍旗）の一つ。コンスタンティヌス1世が用いた。
ギリシア文字のΧ・Ρを重ね合わせたモノグラム（組文字）☧を旗印としたことが特徴。この☧は、今日でもイエス・キリストの象徴となっている。

## ミルウィウス橋の戦い
312年10月28日、コンスタンティヌス1世はローマ近郊のミルウィウス橋で簒奪皇帝マクセンティウスと戦い（ミルウィウス橋の戦い）、勝利を収めてローマに入城、西方の正帝に即位した。
この戦闘では、コンスタンティヌスは十字架を旗印としたが、それには幾つかの説がある。
- この戦闘の前、コンスタンティヌスは空に十字架（または☧ともいわれる）と"Ἐν τούτῳ νίκα"[注 3]（「汝、この徴にて勝利せよ（ギリシア語版、ラテン語版、英語版）」[注 4]の意。）の文字を見たという。
- 前日のコンスタンティヌス1世の夢に、☧を円形で囲んだモノグラムが現れ、どこからか"Ἐν τούτῳ νίκα"という天の声が聞こえたという。

## ラバルムとキリスト教
皇帝に即位したコンスタンティヌスは、正規軍を改編し、円形中にキリストのギリシア語綴り"Χριστός"の最初の2文字から、ギリシア文字のΧ（カイ／キー）およびΡ（ロー）をかたどった旗印を定めた。この☧をあしらったウェクシルムは「ラバルム」とよばれる。同じ形のラテン文字に置き換えたものとする説もある。
コンスタンティヌスがキリスト教を公認したことは有名であるが、実際には彼自身はローマの伝統である多神教における代表者の座を維持しつづけた。一般にこのことは「コンスタンティヌスがキリスト教徒ではなかった」という誤解を生み出しており、研究家達にも、ラバルムとキリスト教を切り離して考える者が多く見られる。